# Américo Manuel Alves Aguiar
Américo Manuel Alves Aguiar (Leça do Balio, 1973. december 12. –) portugál katolikus pap, 2023 óta a Setúbali egyházmegye püspöke. 2019 és 2023 között a Lisszaboni patriarkátus segédpüspöke volt, és a 2023 augusztusi Ifjúsági Világtalálkozó tervezéséért felelős szervezetet vezette.
Ferenc pápa 2023. szeptember 30-án bíborossá kreálta; ő lett a Bíborosi Kollégium második legfiatalabb tagja.

## Életrajz
Américo Aguiar 1973. december 12-én született Leça do Balio településen. Fiatalkorában részt vett a választásokon Matisinhosban és a szomszédos Maia településen is, mindkettőben együtt dolgozott a városi tanács tagjaival. A Szocialista Párt tagjaként 1994 és 1997 között tagja volt Matosinhos városi tanácsának. Politikai szerepvállalását „nagyszerű szórakozásnak” nevezte.
A középiskola elvégzése után belépett az ermesindei szemináriumba, majd a Portói egyházmegye főszemináriumában és a Portugál Katolikus Egyetem portói részlegén tanult.
2001. július 8-án szenteltette a Portói egyházmegye papjává Armindo Lopes Coelho, Porto püspöke.
2001 és 2002 között Campanhã plébánosa volt; 2002 és 2004 között Armindo Lopes Coelho portói püspök különleges titkára és a székesegyház plébánosa; 2004 és 2006 között pedig az egyházmegye általános helynöke. 2014-ben a Portugál Katolikus Egyetemen, Lisszabonban szerzett mesterdiplomát a kommunikációs tudományok területén.
2017-től a Rádio Renascença (Lisszabon) igazgatótanácsának elnöke volt, miközben továbbra is lelkipásztori szolgálatot látott el Portoban. 2017-ben az Egyházi Társadalmi Kommunikáció Titkárságának országos igazgatója és a Kultúráért, Kulturális javakért és Társadalmi Kommunikációért felelős püspöki bizottság vezetője lett. 2011-től 2019-ig az egyházmegye papjainak közösségét vezette.
2019. március 1-jén Ferenc pápa lisszaboni segédpüspökké és Dagno címzetes püspökévé nevezte ki. 2019. március 31-én a portói Santissima Trinidade templomban a lisszaboni pátriárka Manuel Clemente bíboros szentelte püspökké. 2023 januárjában méltatta XVI. Benedek pápa gyászmiséjét, mondván, hogy az egyensúlyt teremtett Benedek egyszerűségre való vágya és az alkalom jelentősége között.
A Lisszaboni patriarkátus kiskorúak és kiszolgáltatott személyek védelmével foglalkozó bizottságát vezette 2023 márciusáig, amikor a Portugál Püspöki Konferencia úgy döntött, hogy csak laikusok lehetnek ilyen testületekben. Ő vezette a  Fundação da JMJ-t, a 2023. augusztus 1-6. között Portugáliában megrendezésre kerülő Ifjúsági Világtalálkozó szervezéséért felelős testületet.
2023. július 9-én Ferenc pápa bejelentette, hogy a szeptember 30-ra tervezett konzisztóriumon bíborossá kívánja kreálni. Ezzel Aguiar lesz a második legfiatalabb bíboros. Azt mondta, hogy kinevezésének „köze van a fiatalsághoz, köze van Portugáliához, köze van az Ifjúsági Világnaphoz” és nem önmagához. Azt, hogy ez két aktív bíborost eredményez a lisszaboni székből, „valódi újdonságnak” nevezték, és találgatásokat váltott ki a jövőjével kapcsolatban a Római Kúrián belül. Ezen a konzisztóriumon a Via Merulana-i Páduai Szent Antal templomot jelölték ki címtemplomául.
Ferenc pápa 2023. szeptember 21-én a Setúbali egyházmegye püspökévé nevezte ki. Október 26-án pedig Setúbal negyedik püspökeként iktatták be.

## Ellentmondások
2023 júliusában, a 2023-as Ifjúsági Világtalálkozó felelős révén, egy interjúban kijelentette, hogy az esemény célja nem az, hogy „a fiatalokat Krisztushoz térítse.”
A megjegyzés kritikák hullámát váltotta ki a hívek, a papság tagjai és a média részéről.

## Címer
|                                                       | Megjegyzések Ezt a címert azután fogadták el, hogy bíborossá kreálták. |
| Jelmondat: IN MANUS TUAS („A TE KEZEDBEN” Zsolt 31,6) |                                                                        |
| Korábbi verzió                                        |                                                                        |